# 2012-es Kreml Kupa
A 2012-es Kreml Kupa tenisztornát Oroszország fővárosában, Moszkvában rendezték meg 2012. október 15. és 21. között. A férfiak számára 2012-ben ATP World Tour 250 Series, a nők számára Premier kategóriába tartozott a verseny, amelynek a huszonharmadik kiadására került sor. A mérkőzéseket kemény pályákon játszották.

## Győztesek
A férfiak egyéni viadalát a második kiemelt Andreas Seppi nyerte meg, miután a 2 óra 13 perces döntőben 3–6, 7–6(3), 6–3-ra legyőzte a brazil Thomaz Belluccit. A torna 23 éves története során se olasz, se brazil játékos nem jutott be korábban a fináléba. Seppinek ez volt a harmadik egyéni ATP-sikere, 2012-ben a második győzelmét aratta a májusi belgrádi viadal mellett. 2002 óta először fordult elő a férfiak mezőnyében, hogy egy olasz játékos két tornát nyerjen meg ugyanabban a szezonban, akkor Davide Sanguinetti diadalmaskodott Milánóban és Delray Beachben. Sikerének köszönhetően Seppi a világranglista 22. helyére ugrott, elérve pályafutása legjobb helyezését.
A nőknél Caroline Wozniacki diadalmaskodott, aki a negyeddöntőben elbúcsúztatta a címvédő Dominika Cibulkovát is. A döntőben 6–2, 4–6, 7–5-re győzte le az első kiemelt Samantha Stosurt, megszerezve ezzel karrierje huszadik egyéni WTA-címét. A néhány héttel korábban megnyert, International kategóriájú szöuli viadal után a második versenyét fejezte be veretlenül a szezon során, Premier tornán pedig tizennégy hónap elteltével, a 2011 augusztusában megtartott New Haven-i versenyt követően aratott ismét sikert.
A férfiaknál párosban az előző évben is győztes František Čermák, valamint Michal Mertiňák diadalmaskodott, a 76 percig tartó döntőben 7–5, 6–3-ra legyőzve az olasz Simone Bolelli–Daniele Bracciali-kettőst. A cseh és a szlovák játékosnak ez volt a hetedik közösen megszerzett címe. Čermák a negyvenkilencedik döntőjében vett részt, ebből huszonkilencet nyert meg, míg Mertiňák a huszonkettedik fináléjából a tizenharmadikat fejezte be győzelemmel.
A nőknél a Jekatyerina Makarova–Jelena Vesznyina-kettős szerezte meg a győzelmet, a döntőben 6–3, 1–6, [10–8] arányban felülmúlva a szintén orosz Marija Kirilenko–Nagyja Petrova-duót. Makarova és Vesznyina a pár héttel korábban megnyert pekingi tornát követően második közös WTA-győzelmüket aratták. Összességében előbbi játékos a harmadik, utóbbi a nyolcadik sikerét érte el párosban.

## Döntők

### Férfi egyes
Andreas Seppi –  Thomaz Bellucci 3–6, 7–6(3), 6–3

### Női egyes
Caroline Wozniacki –  Samantha Stosur 6–2, 4–6, 7–5

### Férfi páros
František Čermák /  Michal Mertiňák –  Simone Bolelli /  Daniele Bracciali 7–5, 6–3

### Női páros
Jekatyerina Makarova /  Jelena Vesznyina –  Marija Kirilenko /  Nagyja Petrova 6–3, 1–6, [10–8]

## Világranglistapontok
| Eredmény           | Férfi egyes | Férfi páros | Női egyes | Női páros |
| ------------------ | ----------- | ----------- | --------- | --------- |
| Győzelem           | 250         | 250         | 470       | 470       |
| Döntő              | 150         | 150         | 320       | 320       |
| Elődöntő           | 90          | 90          | 200       | 200       |
| Negyeddöntő        | 45          | 45          | 120       | 120       |
| 16 között          | 20          | 0           | 60(1)     | 1         |
| 32 között          | 0           | –           | 1         | –         |
| Főtáblára jutás    | 12          | –           | 20        | –         |
| Selejtező (döntő)  | 6           | –           | 12        | –         |
| Selejtező (2. kör) | 0           | –           | 8         | –         |
| Selejtező (1. kör) | 0           | –           | 1         | –         |

## Pénzdíjazás
A torna összdíjazása a férfiaknál 742 150 amerikai dollár volt, az egyéni bajnok 121 520, a győztes páros együttesen 36 950 dollárt kapott. A nőknél 740 000 dollár volt az összdíjazás, az egyéni győztes 122 000, a győztes páros együttesen 38 300 dollárban részesült.
| Eredmény           | Férfi egyes | Férfi páros | Női egyes | Női páros |
| ------------------ | ----------- | ----------- | --------- | --------- |
| Győzelem           | 121 520 $   | 36 950 $    | 122 000 $ | 38 300 $  |
| Döntő              | 64 000 $    | 19 410 $    | 66 250 $  | 20 200 $  |
| Elődöntő           | 34 670 $    | 10 520 $    | 35 735 $  | 10 900 $  |
| Negyeddöntő        | 19 750 $    | 6020 $      | 19 150 $  | 5900 $    |
| 16 között          | 11 640 $    | 3520 $      | 10 350 $  | 3100 $    |
| 32 között          | 6895 $      | –           | 5700 $    | –         |
| Selejtező (döntő)  | 1110 $      | –           | 2810 $    | –         |
| Selejtező (2. kör) | 530 $       | –           | 1575 $    | –         |
| Selejtező (1. kör) | 0 $         | –           | 890 $     | –         |